# MTFR1L
MTFR1L‏ (Mitochondrial fission regulator 1 like) هوَ بروتين يُشَفر بواسطة جين MTFR1L في الإنسان.